# Чарах (Гунибский район)
Чарах — село в Гунибском районе Дагестана. Входит в состав сельского поселения Сельсовет Тлогобский.

## География
Расположено в 18 км к северо-западу от районного центра с. Гуниб, на р. Телетльтляр.

## Население
| 1926 | 1939 | 1970 | 1989 | 2002 | 2010 | 2021 |
| ---- | ---- | ---- | ---- | ---- | ---- | ---- |
| 297  | ↗320 | ↘13  | ↘2   | ↘0   | ↗2   | ↘0   |

## История
В 1944 г. население переселено в с. Замай-Юрт Ножай-Юртовского района. Указом ПВС от 01.06.76 г. село Чарах исключено из учетных данных.